# Thomas Skat Rørdam
Thomas Skat Rørdam, född den 11 februari 1832, död den 25 september 1909, var en dansk biskop, son till Hans Christian Rørdam, bror till Holger Frederik Rørdam.
Rørdam blev teologie kandidat 1853, studerade i synnerhet semitiska språk, tog 1859 filosofisk doktorsgrad och utgav  Libri judicum et Ruth secundum versionem syrico-hexaplarem (1859–61), ett arbete, som väckte mycken uppmärksamhet utomlands.   
I en följd av år var han handledare för teologer och seminarielärare och sökte 1866 förgäves en professur i teologi, säkert närmast refuserad som grundtvigian; 1871–86 var han däremot censor vid teologiska examina.
1869 blev han kyrkoherde i Sydsjälland och förflyttades 1880 till Köpenhamn, där han 1886 blev Holmens prost och 1895 biskop, enligt allmän önskan av Själlands präster.   
Som predikant  samlade  Rørdam kring  sig  en  talrik  skara ur alla samhällsklasser; som biskop nitälskade han mycket för byggandet av nya kyrkor i Köpenhamn (han  invigde under årens lopp 25 sådana) samt utarbetandet av en ny psalmbok (1900) och kyrkohandbok (1901).   
1904–07 var Rørdam ordförande i kyrkoutskottet och avgav ett självständigt betänkande om folkkyrkans författning. Förut hade han härom utgivit två småskrifter, De kirkelige frihedskrav (1881) och Den danske folkekirke og dens forfatning (1901).   
Av hans andra skrifter bör nämnas Historisk  oplysning  om den  hellige  skrift (1866; 3:e upplagan 1884), Den  kristelige  lære  (samma år; 8:e upplagan 1912), de   två predikosamlingarna Kirkeaaret (1881; 2:a upplagan 1890) och Naadens aar (1899–1900) samt en samling Lejlighedstaler (1909).
Hans huvudverk är dock översättningen av Nya Testamentet med inledningar och utförliga anmärkningar (1887–92; 3:e upplagan 1903–04), mned anledning av vilken han blev teologie hedersdoktor. Av hans brevväxling med Otto Møller utkom 1915 band I. Rørdams änka Marie Rørdam' (1834–1915), dotter till skalden Hauch, skildrade hans levnad i Tilbageblik paa et langt liv (1911), som på kort tid kom ut i 3 upplagor.

## Utmärkelser
- Dannebrogsmännens hederstecken,  1888[2]
- Storkors av Dannebrogorden,  1904[2]

[Redigera Wikidata]